# Gunnel
Gunnel ist als eine mittelalterliche Kurzform des altnordischen Namens Gunnhild (heute meist Gunhild) ein schwedischer weiblicher Vorname. Der Name ist in Schweden seit 1468 belegt.

## Namensträgerinnen
- Gunnel Ahlin (1918–2007), schwedische Schriftstellerin
- Gunnel Beckman (1910–2003), schwedische Jugendbuchautorin
- Gunnel Ekroth (* 1963), schwedische Archäologin und Historikerin
- Gunnel Frankl (1926–2020), schwedische Folksängerin
- Gunnel Fred (* 1955), schwedische Theater- und Filmschauspielerin
- Gunnel Lindblom (1931–2021), schwedische Schauspielerin, Regisseurin und Drehbuchautorin
- Gunnel Linde (1924–2014), schwedische Schriftstellerin
- Gunnel Vallquist (1918–2016), schwedische Schriftstellerin und Übersetzerin

## Sonstiges
- Gunnel Channel, Meerenge vor der Westküste der Antarktischen Halbinsel